# Chikkapura, Turuvekere
Chikkapura là một làng thuộc tehsil Turuvekere, huyện Tumkur, bang Karnataka, Ấn Độ.